# 教團：1886
《教團：1886》（又译作）是一款動作冒險遊戲，由Ready at Dawn和索尼電腦娛樂聖塔莫尼卡工作室工作室公同開發，並由索尼電腦娛樂負責發行。遊戲為PlayStation 4平台獨佔，最初於2013年的電子娛樂展中公開。发售日期为2015年2月20日。

## 故事背景
《教團：1886》的故事背景設定在架空歷史中的倫敦，其中一個古老的騎士教團讓世界免於受到半獸人怪物的侵害。在遊戲裡的歷史中，約在7或8世紀時，一小群的人類成為了半獸人，而大多數的人們則懼怕這群半人半獸的種族，兩個種族之間因而爆發戰爭。而在延續數個世紀的戰事中，半獸人具備的強大動物能力讓他們始終居於上風。
數個世紀後，人類在亞瑟王和圓桌武士身上找到了新希望。亞瑟王和一群志向相同的騎士們挺身對抗半獸人種族，但亞瑟很快就發現這是一場即將輸掉的戰爭。但在機緣之下亞瑟王發現了「黑水」（Black Water），一種可延長壽命並能快速愈合傷口的神秘液體。雖然有了黑水的幫助，但半獸人依舊一場接一場的在與人類之間的戰爭中獲勝，直到工業革命改變了一切。發明家們創造出許多超越時代的科技，包括热成像仪、飛行船和無線電通訊等。新的武器能夠發射電流、在敵人身上引燃氣態金屬，並能製造手榴彈與地雷。
到了1886年時，戰爭仍然持續，而人類幾乎已經準備執行戒嚴令。社會底層階級起身對抗上層階級和社會制度對騎士和教團造成了新的威脅。

## 劇情
1886年秋天的倫敦深受混種人與叛軍這兩方敵人的內外騷擾。身為圓桌騎士團成員的加拉哈德爵士與拉法葉候爵、伊格蘭夫人等人在梅費爾鎮壓住逃亡者與混種狼人後與帕西法爾爵士會合。帕西法爾爵士從道爾治安官那裡得到了一個來自白教堂區的頸圈，他認為逃亡者事件跟白教堂區和叛軍有關聯，因此決定展開調查。然而該案件調查變成警方接手，由總理大臣所主持的圓桌會議上也被多數反對票而否決掉，因此遭到了阻撓。然而在帕西法爾百般懇求之下，終於得到總理大臣的養子，伊格蘭的兄長─騎士團團長盧肯爵士的默許下得以前往白教堂區調查。
抵達了白教堂區後，加拉哈德等人便分成兩路與拉法葉進行調查。不久便遇到了當地叛軍的強烈反抗。兩人與帕西法爾會合之後，帕西法爾說明叛軍所持有的武器與圓桌騎士團是一樣的，接著加拉哈德等人與警方會合後發現混種狼人佔據了倫敦醫院。在空中飛艇驅離混種狼人之後，加拉哈德與伊格蘭兩人進入醫院調查，他們在那裡遭遇了狼人長老的攻擊，歷經千辛萬苦才把狼人長老殺死。而加拉哈德與伊格蘭也發現叛軍在倫敦醫院的藏匿處，他們計畫要襲擊聯合印度公司的阿伽門農號飛船，並刺殺搭乘飛船的貴族海斯汀斯，聯合印度公司的董事長。加拉哈德與帕西法爾等人擅自潛入阿伽門農號後迅速控制了整艘飛船並殲滅了數十名叛軍成員，然而叛軍已經帶了兩個炸彈到飛船上，其中一個已經引爆，在所有乘客搭乘救生艇疏散之後，加拉哈德等人開始尋找第二枚炸彈。就在帕西法爾與加拉哈德包圍炸彈客時，炸彈客引爆了炸彈導致飛船墜毀於海德公園，雖然加拉哈德奇蹟似的活了下來，但是帕西法爾卻死於那場爆炸之中。悲痛不已的加拉哈德參加了帕西法爾的告別儀式，拉法葉候爵接替其位置成為新任的帕西法爾爵士。在接下來的圓桌會議中，總理大臣宣稱帕西法爾是因為無視上級命令才死的，這讓加拉哈德非常難以認同。然而在會議進行途中，叛軍於西敏橋上襲擊了海斯汀斯的座車。儘管圓桌騎士們救出了海斯汀斯，但加拉哈德卻執意要殲滅叛軍而擅自行動，最後在毆打倖存的叛軍成員口中得知，參與襲擊飛船的叛軍印度女幹部藏身於白教堂區的妓院裡。
加拉哈德隻身一人來到白教堂區的妓院，他在那裡遇到了那名印度女幹部德薇與叛軍的女領袖─詹西的拉克什米女王。拉克什米說圓桌騎士團被某人出賣，被迫幫聯合印度公司做事。為了得到加拉哈德的信任，拉克什米帶他來到布萊克瓦爾區的聯合印度公司船塢。加拉哈德看到海斯汀斯出現在那裡，也親眼看到了聯合印度公司的黑暗真面目─海斯汀斯利用聯合印度公司，把許多吸血鬼裝箱運到海外殖民地來擴散疫情，而海斯汀斯就是白教堂區連環兇殺案的兇手─開膛手傑克。加拉哈德在與拉克什米放火燒光倉庫之後回到騎士團，並把他所知道的真像讓總理大臣得知。然而總理大臣不相信，加拉哈德希望盧肯能幫助他侵入聯合印度公司總部，並請他幫忙作證說服總理大臣。兩人於夜晚潛入總部的庭院後決定分開行動，加拉哈德在那裡遇見了拉克什米等人，儘管之後盧肯不信任拉克什米，但還是被加拉哈德說服一起尋找證據。最後拉克什米在檔案室看到聯合印度公司的運貨計畫，然而他們在那裡遇見了以吸血鬼真面目現身的海斯汀斯。海斯汀斯不但承認他就是幕後的主使者，而且加拉哈德也發現盧肯也是變種狼人。在與盧肯的一番纏鬥後，加拉哈德被伊格蘭與拉法葉逮捕，並於之後的圓桌會議中被判以死刑並囚禁於西敏宮的地下墓穴裡。
數週後，加拉哈德試圖逃獄，但被總理大臣等人逮個正著。加拉哈德從牆邊跳進河裡，最後被尼古拉與一名老人於布萊克瓦爾區岸邊救起。昏迷將近兩週後恢復意識，與拉克什米回到白教堂區。加拉哈德為了要救尼古拉，決定回到西敏宮去。當加拉哈德趕到的時候，實驗室被搗亂，尼古拉坐在角落旁，加拉哈德獨自面對盧肯，兩人經歷一番死鬥後，盧肯變成了狼人打算殺死加拉哈德。就在加拉哈德把盧肯傷到奄奄一息時，總理大臣突然出現在兩人的面前。總理大臣告訴加拉哈德是他收養了父親被他殺死而成為孤兒的盧肯，並要加拉哈德親手了結盧肯，永遠不得接觸任何圓桌騎士。在一切事情結束後，全倫敦市進入戒嚴狀態，加拉哈德從高處俯瞰整個倫敦最後一眼，隨後便與拉克什米一同離開了倫敦市。

## 開發
在一篇PlayStation Blog上的文章中，Ready at Dawn的執行長兼創意總監盧·維拉瑟利亞（Ru Weerasuriya）表示《教團：1886》的開發工作早在2010年就開始計劃。遊戲在2013年的電子娛樂大展會議中宣布，作為PlayStation 4主機的一款全新智慧財產（IP）。
2014年2月6日，製作公司宣布遊戲將只有單人模式，並將會以30幀及1080p的解析度運行。游戏发售后的2015年4月，教团1886通过补丁1.01更新，追加了用于游戏内摄影的相片模式（英語：Photo Mode）。

## 评价
| 汇总媒体     | 得分   |
| ------------ | ------ |
| GameRankings | 64.40% |
| Metacritic   | 65/100 |

| 媒体            | 得分    |
| --------------- | ------- |
| Destructoid     | 6/10    |
| 电子游戏月刊    | 4.5/10  |
| Game Informer   | 7.75/10 |
| Game Revolution | [ 10 ]  |
| GamesRadar+     | [ 11 ]  |
| GameSpot        | 5/10    |
| GameTrailers    | 8.2/10  |
| Giant Bomb      | [ 14 ]  |
| IGN             | 6.5/10  |
| Play            | 81%     |
| Polygon         | 5.5/10  |
| VideoGamer.com  | 6/10    |
| 游戏机实用技术  | 22/30   |
| Hardcore Gamer  | 2.5/5   |
| Metro           | 4/10    |
| The Escapist    | [ 22 ]  |

《教团：1886》在发售后获得了毁誉参半的评价。在大部分的评论中，游戏的画面和游戏的开发技术等方面受到了肯定；但在叙事、可玩性、时长和重复性上受到了诟病。

## 外部連結
- 《教團：1886》 （页面存档备份，存于）在開發商Ready at Dawn官方網站的页面
- 《教團：1886》在PlayStation北美 （页面存档备份，存于）的页面